# Nous sommes vivants
Pour plus de détails, voir Fiche technique et Distribution.
Nous sommes vivants (どっこい生きてる, Dokkoi ikiteru) est un film japonais, réalisé par Tadashi Imai en 1951.

## Synopsis
Tokyo, au lendemain de la Deuxième Guerre mondiale : un père de famille, Mori, recherche vainement un emploi de journalier. De retour chez lui, il apprend que sa baraque va être bientôt démolie. Sa femme décide, de son côté, de vendre leurs maigres biens et de partir à la campagne chez sa sœur, accompagnée de ses enfants. À contrecœur, Mori les conduit à la gare puis trouve refuge dans un asile. On lui promet pourtant un poste fixe dans une modeste entreprise, mais on lui refuse toute avance pour assurer sa subsistance. Ses voisins de quartier, solidaires, collectent l'argent nécessaire. Mais, voulant fêter l'événement au cours d'une soirée bien arrosée, Mori se fait voler son pécule. Plus tard, l'emploi promis lui est désormais refusé. Un de ses amis l'incite à voler des tuyaux dans un chantier. Repéré, Mori est pourchassé dans les rues de Tokyo. Toutefois, s'il est convoqué au commissariat de police, c'est parce que sa femme voyageait dans le train sans billet. Désemparés, les époux et leurs enfants errent à travers la ville. Mori suggère à sa femme l'idée d'un suicide collectif. Auparavant, Mori, avec l'argent du vol, veut offrir à ses enfants une dernière journée de gaieté à la fête foraine. Or, à ce moment-là, son garçon est pris dans un marécage. Le père sauve le fils et renonce ainsi à la pensée d'un suicide.

## Fiche technique
- Titre français : Nous sommes vivants[1]
- Titre original : どっこい生きてる (Dokkoi ikiteru?)
- Réalisation : Tadashi Imai
- Scénario : Tadashi Imai, Kanezō Hirata (ja) et Ujitoshi Iwasa (ja)
- Photographie : Yoshio Miyajima (ja), Shunichiro Nakao
- Musique : Masao Ōki
- Décors : Kazuo Kubo (ja)
- Production : Shinsei Eiga/ Zenshin-za (ja)
- Pays d'origine :  Japon
- Langue originale : japonais
- Format : noir et blanc — 1,37:1 — 35 mm — son mono
- Genre : drame
- Durée : 102 minutes
- Date de sortie : Japon : 4 juillet 1951[2]

## Distribution artistique
- Chōjūrō Kawarasaki : Mori, le père
- Shizue Kawarazaki : la mère
- Kan'emon Nakamura
- Isao Kimura
- Hatae Kichi
- Chōko Iida

## Commentaire
Financé grâce à une souscription populaire, le film de Tadashi Imai dresse d'une manière très réaliste le tableau du Japon d'après-guerre, en proie au chômage et à la misère des classes déshéritées. L'œuvre connut un fort retentissement et fut classée, au Japon, parmi les meilleures productions de l'année.
Si Nous sommes vivants apparaît si proche de la philosophie du tandem Cesare Zavattini-Vittorio De Sica (le film fut comparé au Voleur de bicyclette), c'est, non seulement, parce que « l'errance d'un individu démuni et sa quête inlassable d'un travail sont décrites avec minutie et émotion » (Jacques Lourcelles), mais aussi parce qu'il se refuse à tout commentaire idéologique, récusant de surcroît le trop fameux happy end démobilisateur. « Certes le fait que l'enfant ait frôlé la mort éloigne le père de ses tentatives suicidaires » (J. Lourcelles), mais sa situation demeure « sans le moindre espoir de solution à l'horizon » (J. Lourcelles, Dictionnaire du cinéma-Les films, Robert Laffont).

## Autour du film
L'armée d'occupation américaine, chargée de la censure et du contrôle des projets cinématographiques japonais, au seul but officiel d'empêcher l'éventuelle résurgence de l'idéologie féodale et des tendances antidémocratiques, ne fit aucune remarque négative au sujet du film de Tadashi Imai, connu pourtant pour ses opinions communistes. L'EIRIN (Comité de contrôle des règlements éthiques du cinéma), créé en juin 1949 sur les instances de l'armée américaine, craignait, pour sa part, que le film ne déplaise aux autorités d'occupation qui « pourrait se sentir critiquée si l'on montrait la misère du Japon alors que ce pays est sous sa responsabilité. » Tadashi Imai résista, quant à lui, à la pression des responsables de l'EIRIN et n'effectua que de mineures concessions.
Le tournage de Nous sommes vivants fut assuré par la troupe du Zenshin-za (ja) qui collecta près de quatre millions de yens auprès des spectateurs avec des actions de cinquante yens vendues durant les représentations du film. Le Zenshinza, qui s'était produit dans les jidaigeki de Sadao Yamanaka, vira soudainement très à gauche après la guerre et les membres de la troupe au grand complet adhérèrent au Parti communiste japonais en 1949.